# Trítono
Chamamos de Trítono um intervalo entre alturas de duas notas musicais que possua exatamente três tons inteiros. O efeito denominado trítono consiste numa dissonância.
Caracteriza-se por um intervalo de 4ª aumentada (♯4) ou 5ª diminuta (b5) entre as notas. Pode-se afirmar que a maneira mais comum de se aplicar o trítono consiste em inseri-lo nos acordes maiores, tendo presente a 7ª menor na sua constituição, onde a relação intervalar da 3ª maior para a 7ª é de um trítono.
O trítono causa sensação de tensão, motivo que o faz ser muito explorado pelos compositores quando querem gerar esta sensação naqueles que ouvem a música. O acorde que na escala maior diatônica possui o trítono é gerado a partir da quinta nota da escala. Tal acorde, por dar a sensação de movimento-tensão ao ouvinte, é chamado em harmonia funcional de acorde dominante.
O trítono é facilmente entendido se o formamos por intervalos de terças menores, resultando assim o acorde tétrade diminuto. Os intervalos são de tônica, terça menor, quinta diminuta e sétima diminuta, na ordem crescente, Dó, Mi bemol, Sol bemol e Si dobrado bemol.
Há boatos de que o intervalo de trítono era considerado um intervalo proibido pela Igreja Católica nas cerimônias religiosas, porém muitos estudiosos sérios afirmam que isso não passa de um mito.
Na música erudita e em muitos outros gêneros musicais, é muito comum o uso dos acordes como tríades. No entanto, se o acorde gerado a partir do quinto grau da escala maior for uma tétrade, ele inevitavelmente terá o trítono na sua constituição.
Todos os acordes diminutos possuem em sua formação o trítono e possuem dois trítonos se forem construídos no formato de tétrade, sendo os trítonos a distância intervalar da tônica do acorde para a quinta do mesmo e a distância da terça menor para a sétima diminuta, se o acorde diminuto for uma tétrade. 
Exemplos de trítono podem ser encontrados em quase todas as músicas de quase todos os gêneros musicais. Músicas mais carregadas de tensão (como a 5ª Sinfonia, 1º Movimento de Beethoven) obviamente possuem mais trítonos ou outros intervalos que geram tensão em sua construção harmônico-melódica.
O trítono é um elemento essencial de alguns grupos de heavy metal, compondo a atmosfera musical que lhe é característica.

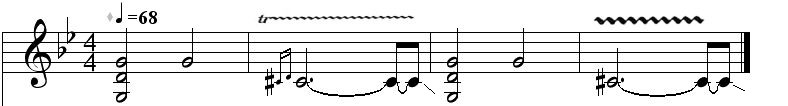
Principal riff da canção "Black Sabbath" da banda britânica Black Sabbath. Este é um evidente exemplo de trítono G-C♯ que mostra o amplo uso desta progressão harmônica no heavy metal.

Não confundir trítono com o trinado que é equivalente a repetição rápida e alternada entre a nota em que se encontra o "tr" seguido por um mordente e sua superior.

É conhecido como "a nota do diabo".